# Merriweather Post Pavilion (album)
Pour le lieu de concert, voir Merriweather Post Pavilion (lieu de concert en plein air).
Albums de Animal Collective
Strawberry Jam
(2007) Centipede Hz
(2012)
Merriweather Post Pavillion est le huitième album studio du groupe Animal Collective, paru le 6 janvier 2009, sur le label Domino.

## L'album
Il atteint la treizième place des charts américains lors de la semaine du 7 février 2009.
Le titre de l’album se réfère directement à un lieu de concert en plein air situé dans la ville de Columbia, dans le Maryland. Les membres du groupe confessent y avoir vu plusieurs spectacles dans leur jeunesse. Toutefois, le choix de ce titre dépasse cette simple référence, et, selon le propre aveu des musiciens, reflète plutôt leurs goûts pour la musique en extérieur.
L’illusion d’optique illustrant la pochette de l’album est l’œuvre du psychologue japonais Akiyoshi Kitaoka.
L’album a reçu un accueil critique sans précédent dans la carrière du groupe. Bien que paru au début du mois de janvier 2009, Merriweather Post Pavillion fut qualifié d’album de l’année 2009 par de nombreux médias, dont Pitchfork. Il figure ainsi en tête du classement effectué par le site Metacritic pour les albums studio sur 2009. En France, le magazine Les Inrockuptibles le classa à la quatrième place des albums 2009.
L'album fut également nommé aux Brit Awards dans la catégorie "Album International de l'Année", aux côtés de Jay-Z et des Black Eyed Peas.

## Titres
Tous les titres sont crédités au nom du groupe.
1. In The Flowers – 5:22
2. My Girls – 3:40
3. Also Frightened – 5:14
4. Summertime Clothes – 4:30
5. Daily Routine – 5:46
6. Bluish – 5:13
7. Guy's Eyes – 4:30
8. Taste – 3:53
9. Lion In a Coma – 4:12
10. No More Runnin' – 4:23
11. Brother Sport – 5:59